# 林砺儒
林砺儒（1889年7月18日—1977年1月20日），原名林绳直，广东信宜人，中华民国及中华人民共和国教育家。

## 生平
林砺儒出生于广东信宜北界镇上村的一个书香世家，高祖林汉源是贡生，祖父林兆蓉是同治庚午举人，父亲林达为秀才，自幼丧父，母亲患癫痫，由祖母抚养，在伯父廪生林鸿、叔父优贡林适的严格管教下勤学苦读，1905年，就读于广东高郡中学堂（今广东高州中学），1911年毕业后，应信宜中义学堂之聘到该校任教，后赴日本留学，就读于东京高等师范学校（今筑波大学）。1918年回国，并于1919年起任教于北京高等师范学校 。1922年9月，兼任北京师范大学附属中学主任，在任期间倡导全人教育，在中国率先推行仿照欧美的“六三三”学制，将原来小学7年、中学4年，改为小学6年，初、高中各3年。1928年，北师并入北平大学，改称第一师范学院，林砺儒任临时院务委员会主席。1931年，因支持师生参加社会活动，被国民政府教育部解职。
1931年7月，林砺儒在老友许崇清邀请下前往广州，出任中山大学教授、教务长。次年，兼任广州市立师范学校校长。1933年，参与筹办勷勤大学，成立后出任教务长、师范学院（后改为教育学院）院长。1937年，勷勤大学教育学院独立为广东省立教育学院（后为广东省立文理学院、华南师范学院，即华南师范大学前身）。1941年5月，当局下令改组文理学院，免去林砺儒的职务。1941年10月，赴桂林担任广西教育研究所导师，1942年4月，任国立桂林师范学院教务长，时任院长曾作忠为其学生。1946年加入中国民主同盟。1947年8月，赴厦门大学任教。
1949年9月，到北平参加中国人民政治协商会议第一届全体会议，当选为第一届全国委员会委员。11月，出任中央人民政府教育部中等教育司司长。1950年2月，兼任北京师范大学校长。1952年院系调整后，转任教育部副部长。曾任第一、二、三届全国人民代表大会代表。
1977年1月20日，林砺儒因胃癌医治无效在北京逝世。

## 纪念
- 2007年，林砺儒家乡广东信宜市以其命名新建的普通高中“信宜砺儒中学”，2023年，华南师范大学与信宜市政府合作兴办“华南师范大学砺儒高级中学”。位于信宜北界镇结坡村的林砺儒故居旧址改建为砺儒文化史馆。
- 2019年，原广东省立文理学院本部旧址（广东连州市东陂镇西塘村五福公祠）被设为“砺儒书舍”，以纪念其贡献。
- 2021年，北京师范大学附属中学将东校区研修楼命名为“砺儒楼”。
- 2023年11月，华南师范大学在建校90周年之际，在校史文博馆西侧草坪设立“林砺儒先生铜像”以供后学瞻仰[3]。